# اویزلت
شهر اویزلت (به فرانسوی: Hoeselt) در شهرستان تنژران در استان لمبورگ در منطقه فلاندری در کشور بلژیک واقع شده‌است.